# Glossoloma altescandens
Glossoloma altescandens är en tvåhjärtbladig växtart som först beskrevs av Rudolf Mansfeld, och fick sitt nu gällande namn av J.L. Clark. Glossoloma altescandens ingår i släktet Glossoloma och familjen Gesneriaceae. Inga underarter finns listade i Catalogue of Life.